# William Sidney Smith
William Sidney Smith, född 21 juli 1764 i London, död 26 maj 1840 i Paris, var en engelsk amiral.

## Biografi
Smith inträdde tidigt i engelska marinen och hade redan vid 18 års ålder, under amerikanska frihetskriget, avancerat till fregattkapten. Under åren 1790-1792 var han i svensk tjänst och deltog med utmärkelse i slaget vid Svensksund 1790 och tjänstgjorde senare vid den turkiska flottan. Vid utbrottet av kriget mellan England och Frankrike 1793 fick han ett underbefäl på den flotta som blockerade Toulon. När engelsmännen den 18 december samma år var tvungna att utrymma den intagna staden, genomförde han det farliga uppdraget att antända de på redden liggande franska skeppen. År 1795 företog han med sin fregatt en rekognosceringstur in i själva hamnen vid Brest samt lyckades genom denna bedrift skaffa noggrann information om franska flottans styrka. Följande år råkade han i fransk fångenskap vid Le Havre. 
Undkommen ur fängelset 1798, skickades han som sändebud till Konstantinopel för att förmå Porten till ett fördrag, vars ändamål utgjorde fransmännens fördrivande ur Egypten. 1799 jagade han bort den franska flottiljen som låg förankrad vid Syriens kust och bidrog därför väsentligt till att Napoleon I måste upphäva belägringen av S:t Jean d'Acre. I januari 1800 slöt han med Kléber en överenskommelse att de franska trupperna i Egypten skulle överföras till Europa på engelska fartyg, men amiralen lord Keith ville inte tillåta denna åtgärd. 1805 blev Smith utnämnd till konteramiral och fick uppdraget att skydda Sicilien och Neapel. Han sändes därifrån 1807 till turkiska farvatten där han vann en sjöseger över turkiska flottan, samt beordrades i november samma år till Portugal, varifrån han förde den av fransmännen fördrivne prinsregenten och kungliga familjen över till Brasilien. I Rio de Janeiro kom han i konflikt mod engelska sändebudet lord Strangford och återkallades därför i onåd 1809, men blev 1810 viceamiral. 1815 erhöll han knight-värdighet, blev 1821 amiral och tillbragte sin återstående levnad i Paris.

## Bilder

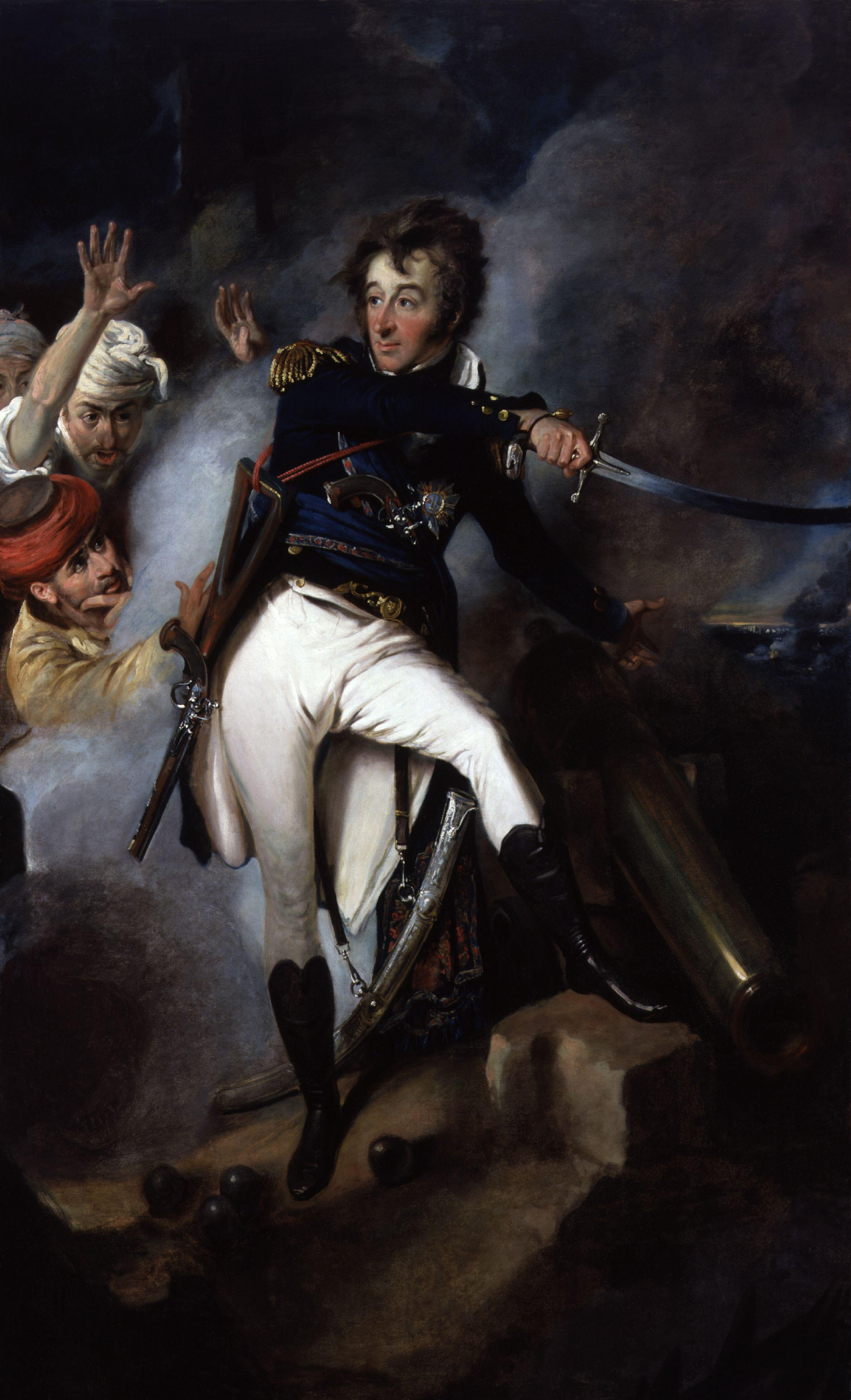
Sidney Smith i Akko, han bär här den svenska Svärdsordens kraschan.
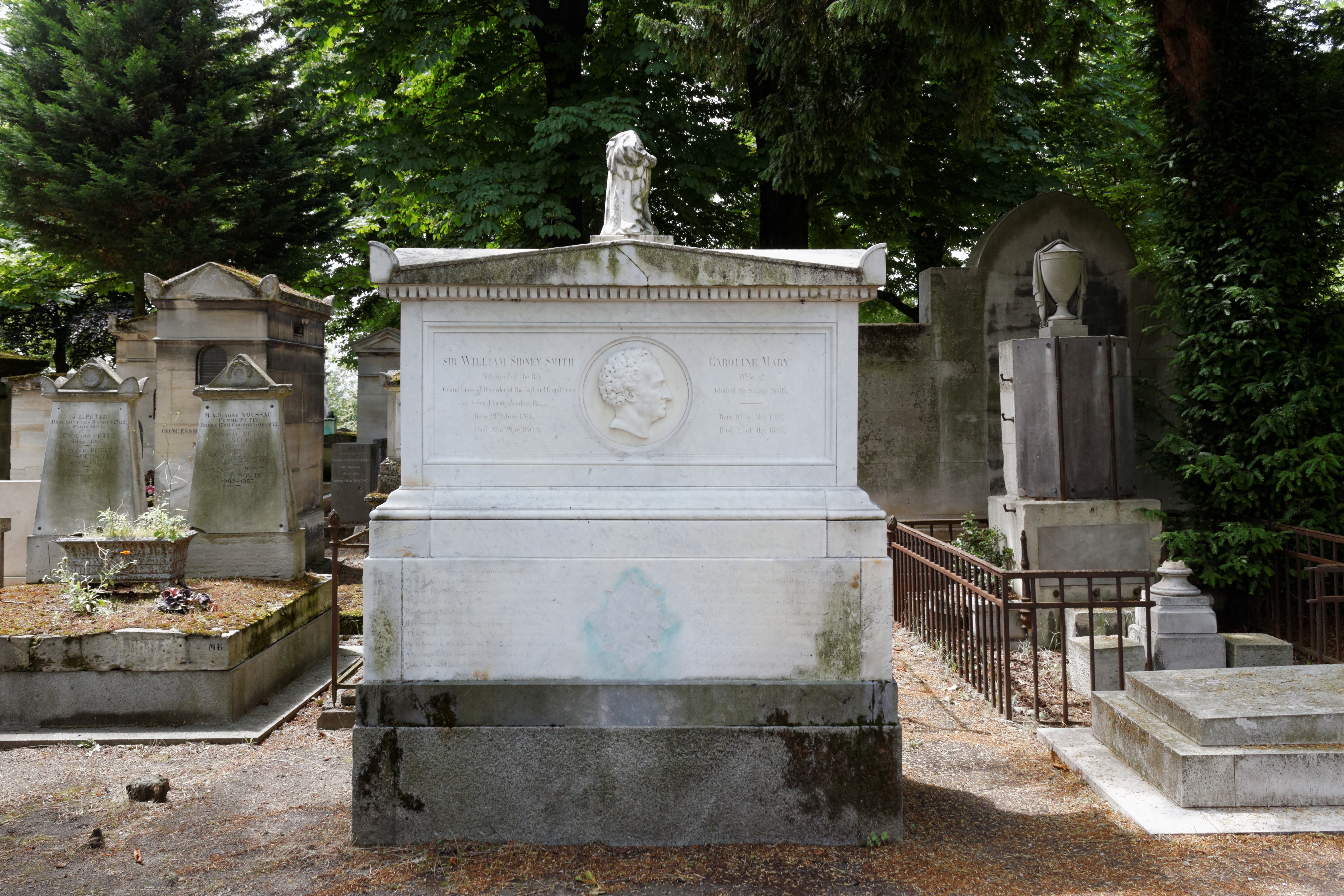
Sidney Smiths grav i Paris
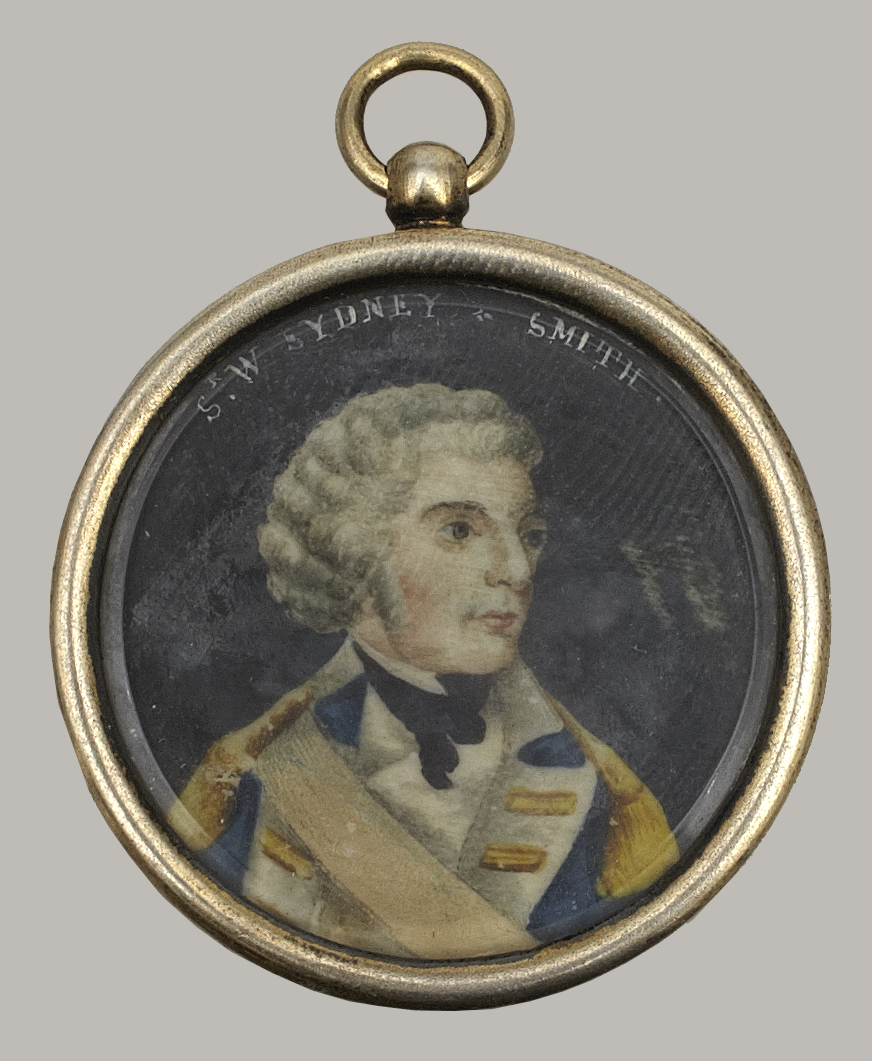
Miniatyr av Smith.